# Mattias Eklund
Mattias Leif Erik Kocken Eklund, född 18 november 1978 på Ingmarsö i Österåkers kommun, är en prisbelönt svensk ljuddesigner som vunnit Guldbaggen i kategorin bästa ljud/ljuddesign för filmen Känn ingen Sorg. Inför Guldbaggegalan 2018 nominerades Eklund återigen i kategorin bästa ljud/ljuddesign för ljudet i Korparna, men vann gjorde istället Eklunds kollega Fredrik Jonsäter för ljudet i The Nile Hilton Incident.
Mattias Eklund var Sound Supervisor för Netflix filmen En del av dig som regisserades av Sigge Eklund.   

## Urval av filmer
- Hundraåringen som klev ut genom fönstret och försvann (2013)
- Känn ingen sorg (2013) [7]
- Unga Sofie Bell (2015)
- Korparna (2017)